# Golfe de Corigliano
Pour les articles homonymes, voir Corigliano.
Le golfe de Sibari (italien : Golfo di Corigliano) est un golfe situé dans l'est de la Calabre, en Italie.